# Реуха
Реуха (рос. Реуха; Р. Коломийчихина) — річка в Україні у Сватівському районі Луганської області. Ліва притока річки Жеребець (басейн Азовського моря).

## Опис
Довжина річки приблизно 8,48 км, найкоротша відстань між витоком і гирлом — 7,08  км, коефіцієнт звивистості річки — 1,20 . Формується багатьма балками та загатами. Річка протікає через ліси Попова та Західний.

## Розташування
Бере початок на північній околиці села Коломийчиха. Тече переважно на південний захід через село Джерельне (рос. Крепаковка) і впадає у річку Жеребець, ліву притоку Сіверського Дінця.

## Цікаві факти
- У XIX столітті на річці існувало багато вітряних млинів[2].